# Matar Niang
Pour les articles homonymes, voir Niang.
Matar Niang, né le 20 janvier 1944 et mort le 11 mai 1979, est un footballeur sénégalais des années 1960.

## Biographie
International sénégalais, il participe à la CAN 1965, inscrivant deux buts contre l'Éthiopie. Le Sénégal termine quatrième du tournoi. Il rate la CAN 1968 car « il refusait les contraintes liées au haut niveau comme les stages et les regroupements ».
Il joue dans des clubs de deuxième division française entre 1969 et 1974.
Il meurt en France d'une crise cardiaque, le 11 mai 1979.